# أوفاديا حيدايا
أوفاديا حيدايا (بالعبرية: עובדיה הדאיה) هو حاخام إسرائيلي ولد في 24 ديسمبر 1889 في سوريا، وتوفي في 8 فبراير 1969 في القدس، إسرائيل.

## حياته الشخصية
ولد الحاخام حيدايا في عام 1889 في حلب، سوريا العثمانية-سابقا، للحاخام شالوم حيدايا.
في عام 1945، خلف والده كرئيس لمدرسة يشيفوباليم (Yakiva) في بيت المعبد - الكنيس، في مركز الدراسة الكباليستية في القدس.

## الجوائز والتكريم
في عام 1968، حصل الحاخام حيدايا على جائزة إسرائيل، في الأدب الحاخامي.

## أعماله و منشوراته
- Yaskil Avdi (ישכיל עבדי): (Eight volumes)